# Alfred Brodauf

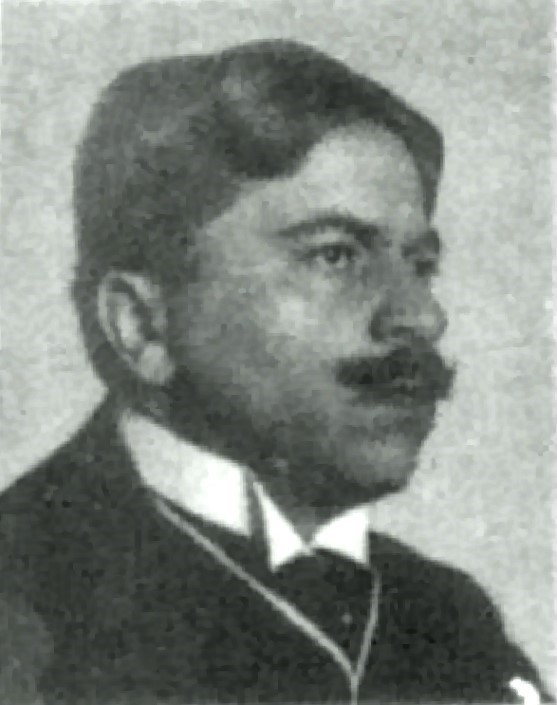
Alfred Brodauf

Franz Alfred Brodauf (* 15. Januar 1871 in Großhartmannsdorf; † 23. März 1946 in Dresden) war ein deutscher Politiker (Freisinnige Volkspartei, Fortschrittliche Volkspartei, DDP).

## Leben und Beruf
Brodauf wurde als drittes von vier Kindern geboren und hatte vier Halbgeschwister aus zwei weiteren Ehen seines Vaters. Sein Vater Karl Moritz war Lehrer. Der Bruder  Friedrich Moritz wurde ein bekannter Bildhauer. Nach dem Abitur 1890 auf dem Gymnasium in Freiberg studierte Brodauf, der evangelisch-lutherischen Glaubens war, Rechtswissenschaften in Leipzig bis 1895. Die Referendarzeit verbrachte er beim Amtsgericht und Landgericht in Freiberg und bei der Staatsanwaltschaft Leipzig. Nach dem Assessorexamen war er seit 1900 zunächst Gerichtsassessor, ab 1903 Landgerichtsrat und schließlich von 1919 bis 1933 Landgerichtsdirektor in Chemnitz. 1922 war er Mitbegründer des Republikanischen Richterbundes Sachsen. 1945/46 war er in der Justizverwaltung in Dresden tätig. Die 1932 in Berchtesgaden geschlossene Ehe mit Johanna Charlotte Meier blieb kinderlos.

## Politiker
Brodauf war zunächst Mitglied der Freisinnigen Volkspartei und der Fortschrittlichen Volkspartei und gehörte 1918 zu den Mitbegründern der DDP, deren Mitglied er auch nach der Umbenennung in Deutsche Staatspartei 1930 blieb. Er war in diesen Parteien Vorsitzender des Chemnitzer Ortsverbandes und Mitglied des sächsischen Landesvorstandes. 1945/46 war er Gründungsmitglied der Liberal-demokratischen Partei Deutschlands in Klotzsche. Sein Nachlass liegt im Archiv des Liberalismus der Friedrich-Naumann-Stiftung für die Freiheit in Gummersbach und im Hauptstaatsarchiv Dresden.
Brodauf war von 1909 bis 1918 Landtagsabgeordneter im Königreich Sachsen. 1919/20 gehörte er der Weimarer Nationalversammlung an. Anschließend war er bis 1928 Reichstagsabgeordneter. 1933 wurde er aus politischen Gründen zwangspensioniert.

## Ehrung
In der Stadt Aue erhielt um 1950 die frühere Pabststraße im Zentrum den Namen Alfred-Brodauf-Straße.